# Hermann Großke
Hermann August Friedrich Großke, auch Grosske (* 26. Januar 1878 in Salzwedel; † 6. Juli 1943 in Berlin-Zehlendorf) war ein deutscher Politiker (Wirtschaftspartei).

## Leben
Hermann Großke war der Sohn von Hermann August Friedrich Großke und Emma Elisabeth Großke, geb. Kranz. Hermann Großke war Regierungsrat zur Disposition und Vorstandsmitglied der Gewerbevereinigung Salzwedel.
Im Mai 1928 wurde er für die Reichspartei des Deutschen Mittelstandes (Wirtschaftspartei) als Abgeordneter in den Preußischen Landtag gewählt, dem er bis 1932 angehörte. Im Parlament vertrat er den Wahlkreis 10 (Magdeburg).